# Bari chloride
Bari chloride là một hợp chất vô cơ với công thức hóa học BaCl2. Nó là một trong các muối hòa tan trong nước phổ biến nhất của bari. Giống như các muối bari khác, nó có tính độc và khi đốt cháy tạo ngọn lửa màu xanh lá cây ngả vàng. Nó cũng là chất hút ẩm.

## Điều chế
Bari chloride có thể được điều chế từ bari hydroxide hoặc bari carbonat, với bari carbonat được tìm thấy trong tự nhiên với tên khoáng chất witherit. Những muối cơ bản trên phản ứng với acid hydrochloric để tạo ra bari chloride ngậm nước. Trên quy mô công nghiệp, chất này được sản xuất thông qua một quá trình hai bước từ khoáng vật barit (bari sulfat):
BaSO4(s) + 4 C(s) → BaS(s) + 4 CO(g)
Bước đầu tiên này đòi hỏi nhiệt độ cao.
BaS + CaCl2 → BaCl2 + CaS
Bước thứ hai yêu cầu các chất phản ứng ở trạng thái nóng chảy. BaCl2 sau đó có thể được lọc ra khỏi hỗn hợp bằng nước. Từ dung dịch bari chloride, phân tử ngậm 2 nước có thể được tách thành thành tinh thể trắng: BaCl2·2H2O

## Ứng dụng
Do là một muối bari giá rẻ và tan trong nước, bari chloride có ứng dụng rộng rãi trong phòng thí nghiệm. Nó thường được sử dụng để kiểm tra sự có mặt của ion sulfat (xem tính chất hóa học ở trên). Trong ngành công nghiệp, bari chloride chủ yếu được sử dụng trong việc tinh chế dung dịch nước muối trong các nhà máy chloride caustic và cũng trong sản xuất muối xử lý nhiệt, thép, trong sản xuất bột màu, và trong sản xuất các muối bari khác. BaCl2 cũng được dùng trong pháo hoa để tạo màu xanh lá cây sáng. Tuy nhiên tính độc của nó đã làm hạn chế khả năng ứng dụng.

## An toàn
Bari chloride, cùng với các muối bari hòa tan trong nước khác, rất độc. Natri sulfat và magie sulfat là thuốc giải độc tiềm năng vì chúng tạo thành bari sulfat không tan BaSO4, tương đối không độc hại vì tính không tan của nó.